# Mashhur bin 'Abd al-'Aziz Al Sa'ud
Mashhūr bin ʿAbd al-ʿAzīz Āl Saʿūd (in arabo مشهور بن عبد العزيز آل سعود‎?; Riyad, 1942) è un principe saudita, membro della famiglia reale Al Saʿūd.
È membro del Consiglio di Fedeltà. Nell'agosto 2009, il Washington Institute for Near East Policy lo ha identificato come potenziale successore di re ʿAbd Allāh, anche se la previsione non si è dimostrata fondata, visto che alla morte di ʿAbd Allāh il 22 gennaio 2015, il suo successore è stato il fratellastro Salmān.

## Biografia
Il principe Mashhūr è nato nel 1942 da re ʿAbd al-ʿAzīz e Nuf bt. Nawwāf b. Nūrī al-Shaʿlān che si sono sposati nel novembre 1935. Il principe Mashhūr ha due fratelli germani, ovvero i defunti principi Thāmir e Mamdūḥ.

## Vita personale
Il principe si è sposato due volte e ha tre figlie; una di esse, Sara, è sposata con il principe ereditario e primo ministro dell'Arabia Saudita Mohammad bin Salman.

## Albero genealogico
|                                    |                 |                            | Genitori                           |  |  | Nonni |  |  | Bisnonni        |  |  | Trisnonni                     |  |
|                                    |                 |                            |                                    |  |  |       |  |  | Fayṣal Āl Saʿūd |  |  | Turkī bin ʿAbd Allāh Āl Saʿūd |  |
|                                    |                 |                            |                                    |  |  |       |  |  | Fayṣal Āl Saʿūd |  |  | Turkī bin ʿAbd Allāh Āl Saʿūd |  |
|                                    |                 | Hia bint Ḥamad Tamīmī      |                                    |  |  |       |  |  | Fayṣal Āl Saʿūd |  |  |                               |  |
| ʿAbd al-Raḥmān Āl Saʿūd            |                 |                            |                                    |  |  |       |  |  | Fayṣal Āl Saʿūd |  |  |                               |  |
|                                    |                 | Sāra bint Misharī Āl Saʿūd | Misharī b. ʿAbd al-Raḥmān b. Saʿūd |  |  |       |  |  |                 |  |  |                               |  |
|                                    |                 | Sāra bint Misharī Āl Saʿūd | Misharī b. ʿAbd al-Raḥmān b. Saʿūd |  |  |       |  |  |                 |  |  |                               |  |
|                                    |                 | Sāra bint Misharī Āl Saʿūd | …                                  |  |  |       |  |  |                 |  |  |                               |  |
| ʿAbd al-ʿAzīz dell'Arabia Saudita  |                 | Sāra bint Misharī Āl Saʿūd |                                    |  |  |       |  |  |                 |  |  |                               |  |
|                                    |                 | Aḥmad al-Kabīr al-Sudayrī  | Muḥammad b. Turkī al-Sudayrī       |  |  |       |  |  |                 |  |  |                               |  |
|                                    |                 | Aḥmad al-Kabīr al-Sudayrī  | Muḥammad b. Turkī al-Sudayrī       |  |  |       |  |  |                 |  |  |                               |  |
|                                    |                 | Aḥmad al-Kabīr al-Sudayrī  | …                                  |  |  |       |  |  |                 |  |  |                               |  |
| Sāra bint Aḥmad al-Sudayrī         |                 | Aḥmad al-Kabīr al-Sudayrī  |                                    |  |  |       |  |  |                 |  |  |                               |  |
|                                    |                 | …                          | …                                  |  |  |       |  |  |                 |  |  |                               |  |
|                                    |                 | …                          | …                                  |  |  |       |  |  |                 |  |  |                               |  |
|                                    |                 | …                          | …                                  |  |  |       |  |  |                 |  |  |                               |  |
| Mashhur bin 'Abd al-'Aziz Al Sa'ud |                 | …                          |                                    |  |  |       |  |  |                 |  |  |                               |  |
|                                    | Nūrī al-Shaʿlān | …                          |                                    |  |  |       |  |  |                 |  |  |                               |  |
|                                    | Nūrī al-Shaʿlān | …                          |                                    |  |  |       |  |  |                 |  |  |                               |  |
|                                    | Nūrī al-Shaʿlān | …                          |                                    |  |  |       |  |  |                 |  |  |                               |  |
| Nawwāf b. Nūrī al-Shaʿlān          | Nūrī al-Shaʿlān |                            |                                    |  |  |       |  |  |                 |  |  |                               |  |
|                                    |                 | …                          | …                                  |  |  |       |  |  |                 |  |  |                               |  |
|                                    |                 | …                          | …                                  |  |  |       |  |  |                 |  |  |                               |  |
|                                    |                 | …                          | …                                  |  |  |       |  |  |                 |  |  |                               |  |
| Nuf bt. Nawwāf b. Nūrī al-Shaʿlān  |                 | …                          |                                    |  |  |       |  |  |                 |  |  |                               |  |
|                                    |                 | …                          | …                                  |  |  |       |  |  |                 |  |  |                               |  |
|                                    |                 | …                          | …                                  |  |  |       |  |  |                 |  |  |                               |  |
|                                    |                 | …                          | …                                  |  |  |       |  |  |                 |  |  |                               |  |
| …                                  |                 | …                          |                                    |  |  |       |  |  |                 |  |  |                               |  |
|                                    |                 | …                          | …                                  |  |  |       |  |  |                 |  |  |                               |  |
|                                    |                 | …                          | …                                  |  |  |       |  |  |                 |  |  |                               |  |
|                                    |                 | …                          | …                                  |  |  |       |  |  |                 |  |  |                               |  |
|                                    |                 | …                          |                                    |  |  |       |  |  |                 |  |  |                               |  |